# Рихтер, Вера Андреевна
Вера Андреевна Рихтер (28 августа 1936 — 7 февраля 2015) — российский энтомолог, колеоптеролог и в первую очередь диптеролог, всемирно известный специалист в систематике Tachinidae, Asilidae, Nemestrinidae, и Tephritidae. Ведущий научный сотрудник Лаборатории систематики насекомых, доктор биологических наук, профессор.

## Биография
Родилась 28 августа 1936 года в Ереване в семье знаменитых зоологов, специалистов по колеоптерологии. Отец — Андрей Андреевич Рихтер (13 (26) марта 1911 — 22 июня 1950) — доктор биологических наук, профессор; ведущий научный сотрудник Зоологического института АН СССР (РАН). Мать — Маргарита Ервандовна Тер-Минасян (16 мая 1910 — 9 апрель 1995) — доктор биологических наук, один из крупнейших колеоптерологов СССР.
Научную деятельность начала на кафедре энтомологии Ленинградского государственного университета, которую окончила с отличием в 1958 году. К этому моменту ею уже было опубликовано две научные статьи по жукам-пестрякам семейства Cleridae. В 1958 году зачислена в штат Зоологического института АН СССР, где пять лет проработала лаборантом у Aлександра Штакельберга, совмещая свои обязанности с изучением таких семейств двукрылых, как ктыри и пестрокрылки. В 1963 году поступила в аспирантуру. В 1965 году защитила кандидатскую, а в 1988 году — докторскую диссертацию. С 1990 года работала на должности ведущего научного сотрудника. В 2003 году ей было присвоено ученое звание профессора по специальности «энтомология».
С конца 1960-х годов основным направлением её научной деятельности было изучение морфологии, систематики, эволюции и закономерностей географического распространения палеарктических мух-тахин. Участвовала во многих экспедициях, в ходе которых собрала большой объем материала по двукрылым, жукам и другим отрядам насекомых, который существенно пополнил коллекцию Зоологического института.
Является автором более чем 240 публикаций, среди которых монография по ктырям Кавказа, монографический очерк палеарктической фауны тахин с определительной таблицей родов, большой раздел по тахинам в Определителе насекомых Дальнего Востока России. Вела активную научно-организационную и научно-педагогическую работу. С 1975 года была ответственным секретарем журнала «Энтомологическое обозрение» и активно участвовала в редактировании журнала. С 1979 года была членом Совета и Президиума Русского энтомологического общества.
Умерла ночью 7 февраля 2015 года от последствий инсульта, перенесённого за неделю до этого.
Похоронена вместе с матерью на Богословском кладбище Санкт-Петербурга.

## Важнейшие публикации
- В. А. Рихтер. 1961. Жуки-пестряки (Coleoptera, Cleridae) фауны СССР // Тр. ВЭО. Т. 48. С. 63-128.
- В. А. Рихтер. 1965. 37. Сем. Cleridae // Определитель насекомых европейской части СССР. Т. 2: Жесткокрылые и веерокрылые. С. 234—238.